# Marienkirche (Mühlhausen)

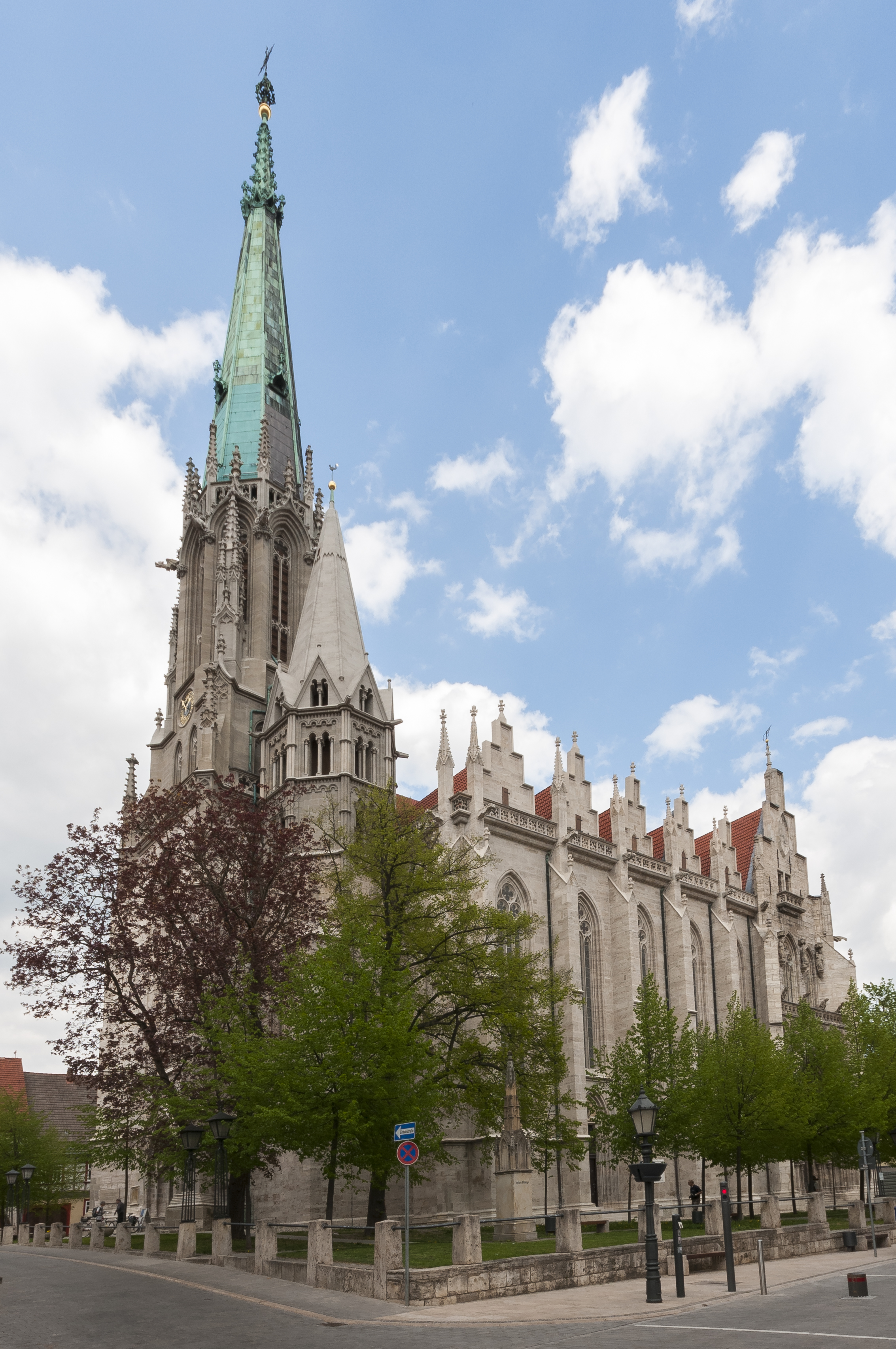
Marienkirche von Südwesten gesehen

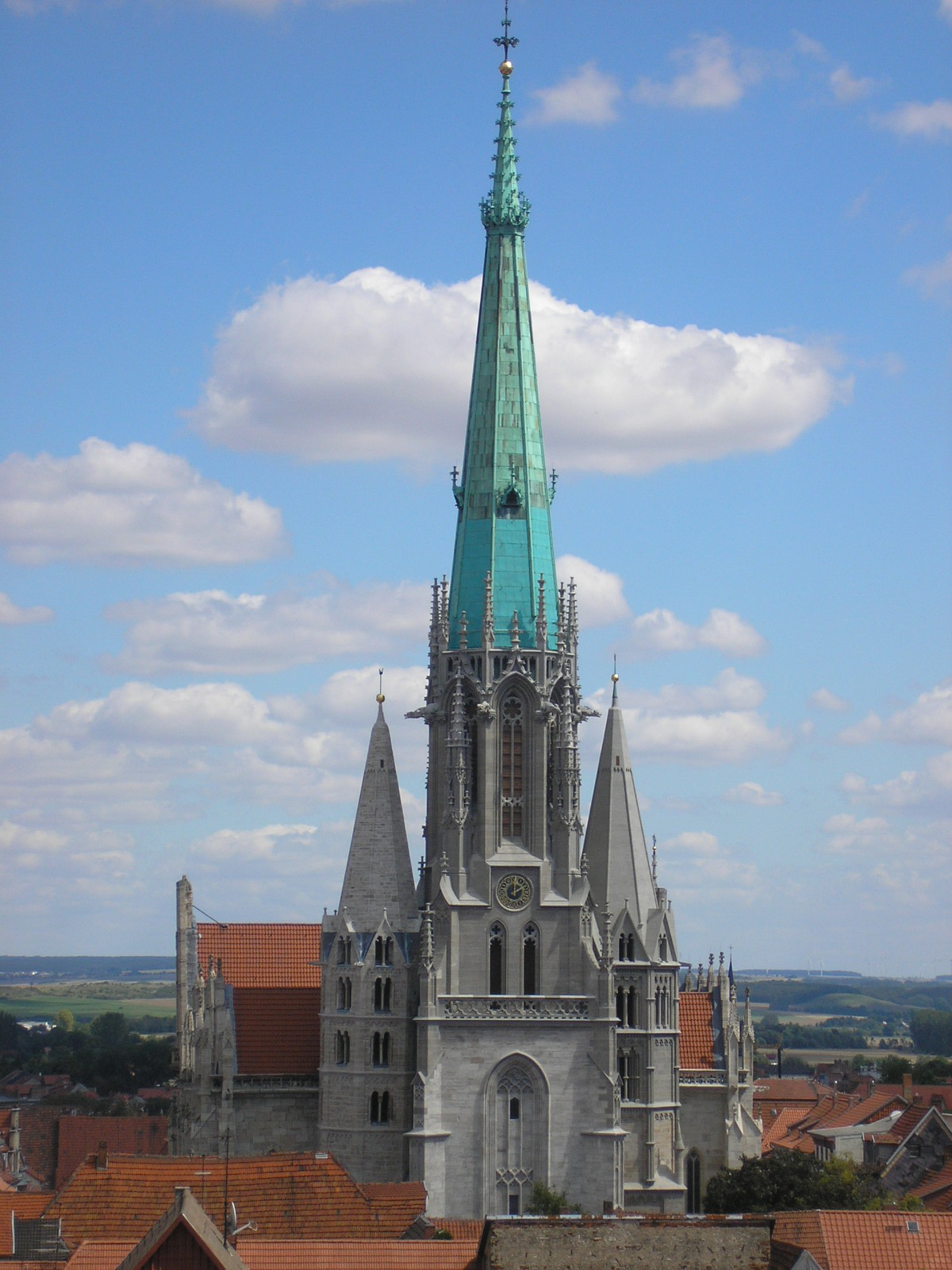
Marienkirche vom Rabenturm aus betrachtet, nach Osten blickend

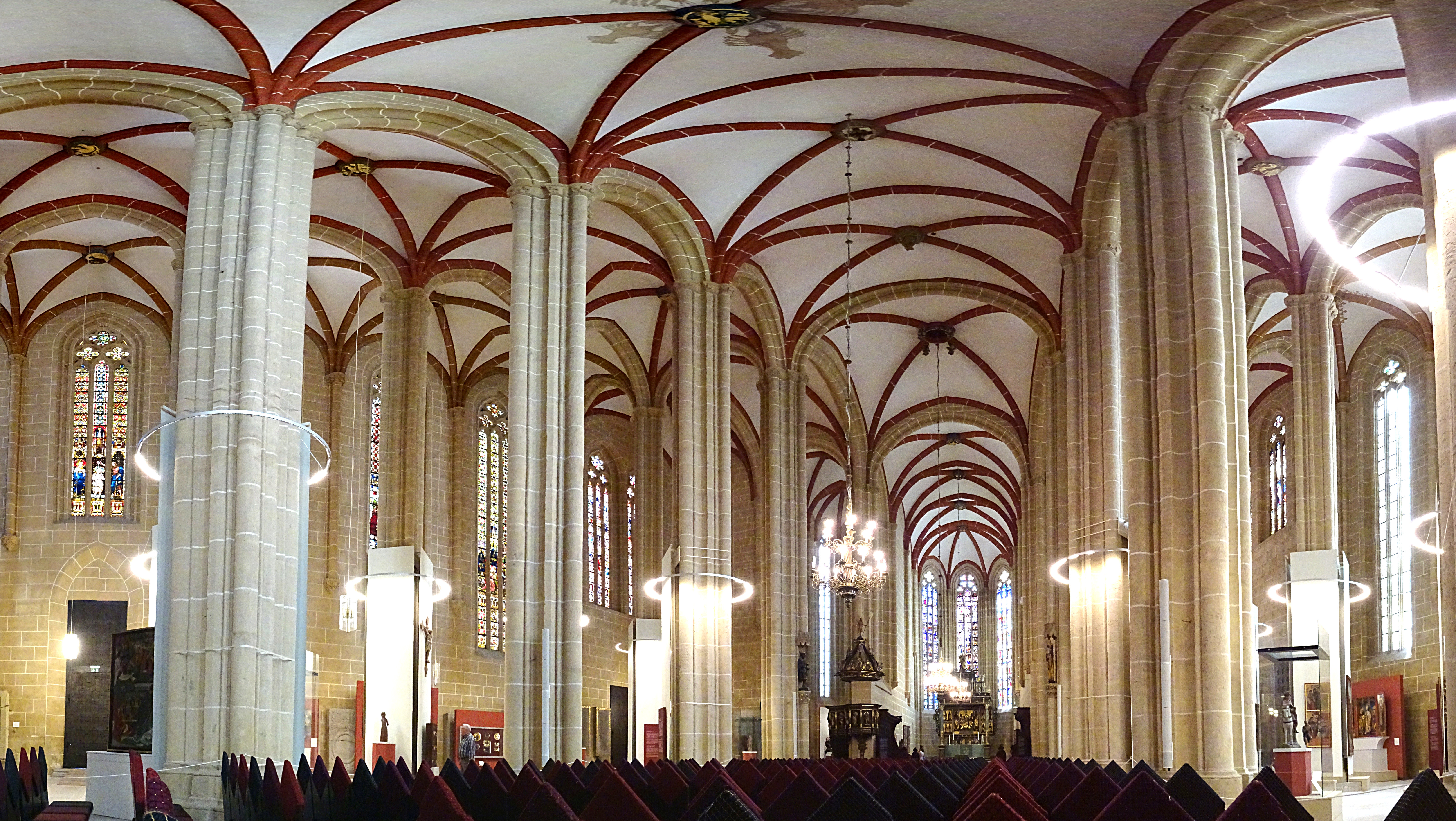
Innenraum-Panorama

Die Marienkirche in der thüringischen Stadt Mühlhausen ist – nach dem Erfurter Dom – das zweitgrößte Kirchengebäude des Freistaats. Errichtet wurde sie hauptsächlich während des 14. Jahrhunderts im Stil der Gotik. Ihr 86,7 Meter hoher Mittelturm ist der höchste des Bundeslandes und prägt maßgeblich die Stadtsilhouette. Die Marienkirche war ein Ereignisort des Bauernkriegs um 1525, da der Revolutionsführer Thomas Müntzer hier als Pfarrer wirkte. Die 1891 erbaute Sauer-Orgel gilt als größte noch erhaltene Orgel aus dem 19. Jahrhundert in Thüringen. 1975 profaniert, ist sie heute als Museum St. Marien | Müntzergedenkstätte zu besichtigen. Als solche gehört sie zusammen mit dem Kulturhistorischen Museum, der Kornmarktkirche und der Historischen Wehranlage dem Zweckverband Mühlhäuser Museen an.

## Bauwerk
Bei der Kirche handelt es sich um eine fünfschiffige gotische Hallenkirche, die aus heimischem Travertin erbaut wurde. Das Mittelschiff ist doppelt so breit wie die Seitenschiffe. An ihrem westlichen Ende befinden sich zwei kleinere, etwa 42 Meter hohe Seitentürme und der 86,7 Meter hohe Mittelturm. Die Türme haben einen quadratischen Grundriss und Unterbau, auf den ein achteckiger Oberbau aufgesetzt ist. Auf der Ostseite befinden sich drei Chorräume, ein großer in der Mitte und zwei kleine zu beiden Seiten. Der Mittelchor wirkt dabei hoch und schlank, was typisch für die Gotik ist. Der nördliche Nebenchor war eine Nikolaikapelle und wurde für Taufen genutzt. Unter dem südlichen Nebenchor befindet sich die Sakristei der Kirche. Den Innenraum der Hallenkirche gliedern vier Reihen aus je fünf schlanken, hohen Säulen in 30 Rechtecke. Auf der Empore war im Mittelalter, wie in großen Kirchen damals üblich, eine Bibliothek untergebracht. Das Querhaus der Kirche ist genauso breit wie das Mittelschiff und tritt an seinen Enden nicht aus der Gesamtbreite der Kirche hervor.
Als Meisterwerk der Gotik gilt das Südportal des Querhauses, welches als Haupteingang der Kirche dient. Es ist reich gegliedert und verziert. Zwei Seitenpfeiler lassen das Portal optisch hervortreten und breiter wirken, obwohl es mit der Seitenwand der Kirche in einer Flucht steht.

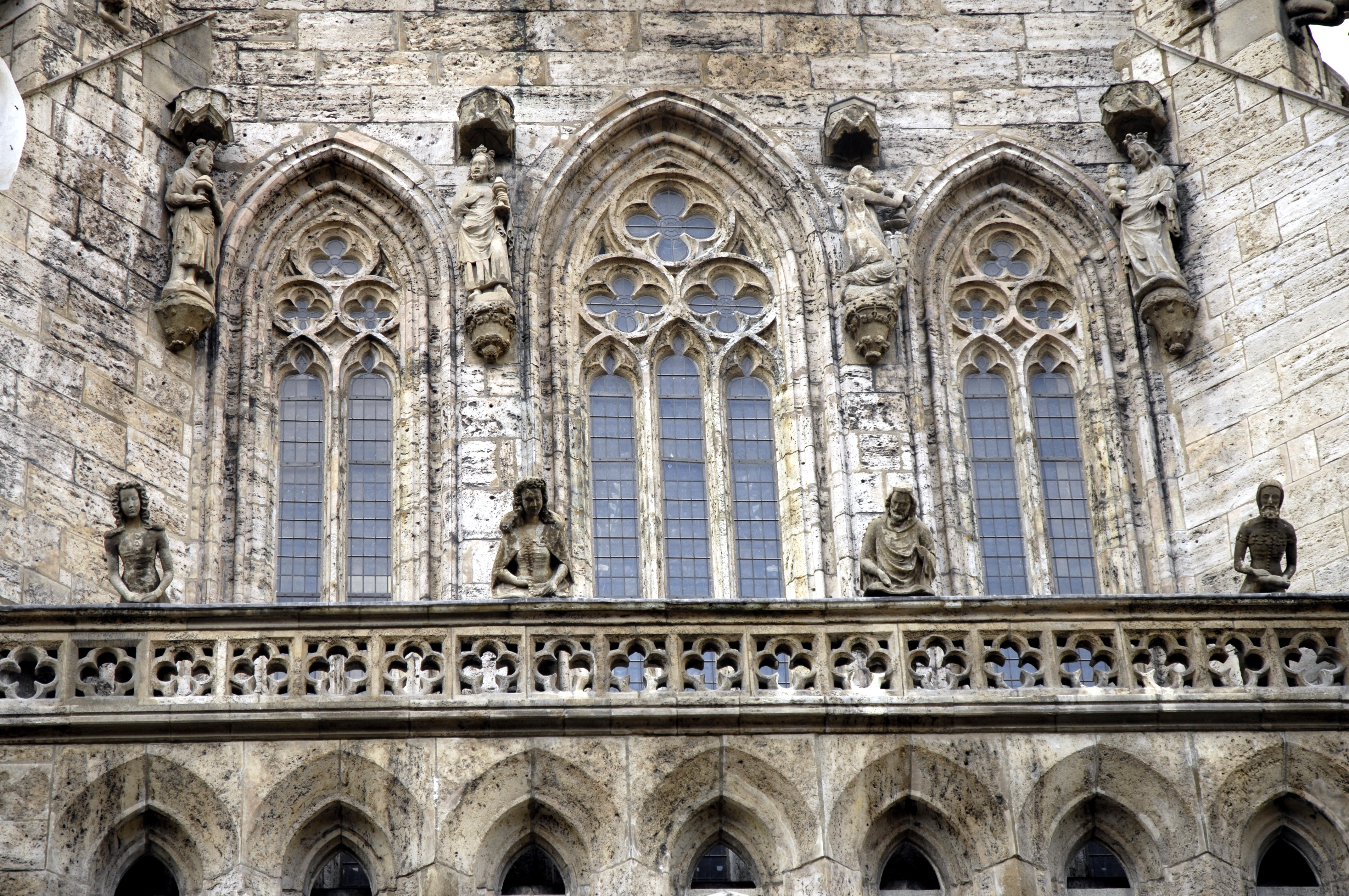
Die Brüstung mit den berühmten Halbfiguren der kaiserlichen Familie Karls IV.

Auf dem Scheinaltan in der Mitte des Portals lehnen sich vier Halbfiguren über die Brüstung und blicken auf den Platz vor der Kirche hinab. Sie stellen Kaiser Karl IV., seine Gemahlin Elisabeth von Pommern, sowie zwei seiner Kinder, vielleicht auch eine Hofdame und einen Höfling dar. In den 1360er Jahren entstanden, stellen sie eine frühe, nur selten und verstreut erhaltene Form von Büsten dar, die sich aus ihrem architektonischen Kontext lösen und in Beziehung zum Betrachter und dessen Lebensraum treten. Die Skulptur des Kaisers nahm stellvertretend die Acclamatio der Bürger der freien Reichsstadt entgegen und erinnerte diese daran, wer ihnen das Privileg gab, während sie sich gleichzeitig damit als Gemeinschaft erfahren konnten. Die heute farblosen Figuren waren früher bemalt. Über dem Scheinaltan befindet sich eine Skulptur Jesu Christi als Weltenrichter. Die Kirchenpforte zeigt ein zahlreiches Figurenprogramm, welches 1525 im Bauernkrieg zerstört und erst um 1900 rekonstruiert wurde.
Dass das Südportal als Haupteingang dient, wird gerne mit dem etwa gleichzeitig begonnenen Veitsdom in Prag als Vorbild erklärt, bei dem das Südportal als Eingang dienen musste, weil Langhaus und Westfassade erst Jahrhunderte später fertig wurden. Kirchen mit südlichem Haupteingang gab es aber spätestens seit dem frühen 13. Jahrhundert, zum Beispiel den Paderborner Dom und das Herforder Münster, die zu den ersten großen Hallenkirchen in Deutschland zählen.

## Ausstattung

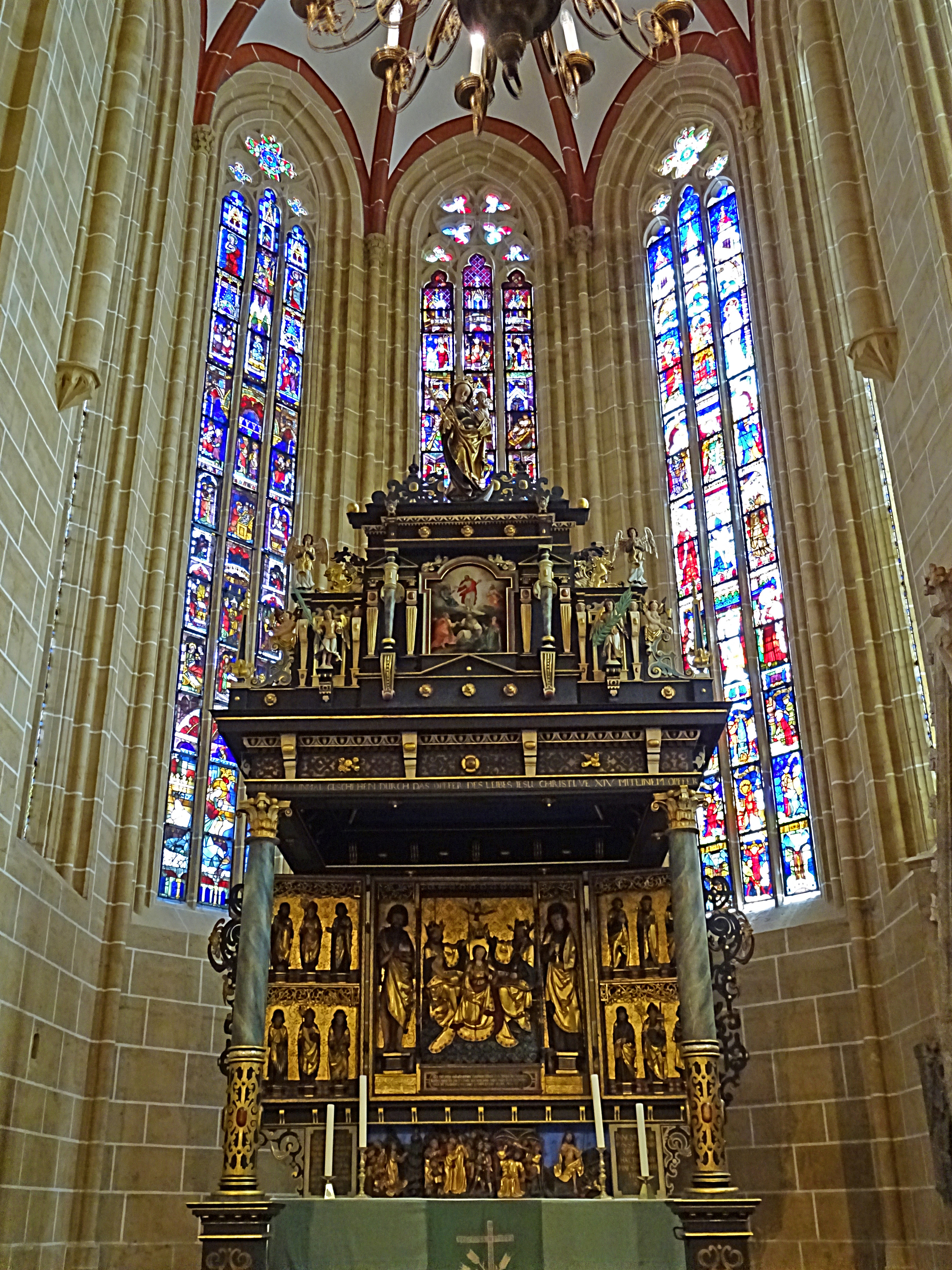
Hochaltar und Chorfenster

### Altäre
Der Hochaltar der Kirche stammt aus der Zeit nach 1525. Er ist der Gottesmutter Maria geweiht, die auch gleichzeitig Patronin der Kirche ist. Der Vorgänger des heutigen Hochaltars wurde 1525 bei den Bilderstürmen zerstört. Der jetzige ist der dritte Hochaltar der Kirche, da neben dem 1525 zerstörten Altar bereits 1391 ein erster verkauft wurde. Der Altar zeigt spätgotische Stilformen. Bei einem Umbau im Jahr 1608 wurde der Renaissance-Baldachin angefügt. Dargestellt ist eine Marienkrönung, die von Johannes dem Täufer und dem Evangelisten Johannes umrahmt wird. Auf den Seitentafeln sind in je zwei Reihen weitere Heilige dargestellt, so auf der linken Seite Jakobus der Ältere, Bischof Valentin, der Apostel Bartholomäus, Laurentius von Rom, Nikolaus von Myra und der heilige Sebastian. Auf der rechten Tafel sind Paulus von Tarsus, Apostel Andreas, Bonifatius und der Apostel Thomas zu sehen.
Vom nicht mehr vollständig erhaltenen Nikolausaltar befinden sich an der Nordwand des Chores zwei Tafeln, auf denen zwölf Szenen aus dem Leben des Heiligen dargestellt werden. Der Altar stammt aus der Zeit um 1485. Sein Vorgänger ist nicht mehr erhalten.
Ein weiterer, um 1530 entstandener Marienkrönungsaltar stammt aus der 1570 geschlossenen Wallfahrtskirche Eichen. Hier am Thomasteich vor den westlichen Toren der Stadt war nach dem wundertätigen blutigen Hostienfund von 1401 eine Wallfahrtskapelle erbaut worden. Seit 1582 ist dieses Dorf eine Wüstung. Der Mittelteil zeigt wie der Hochaltar eine Marienkrönung. Auf den Seitenflügeln sind die vier Apostel Judas Thaddäus, Simon Petrus, Andreas und Bartholomäus zu sehen.

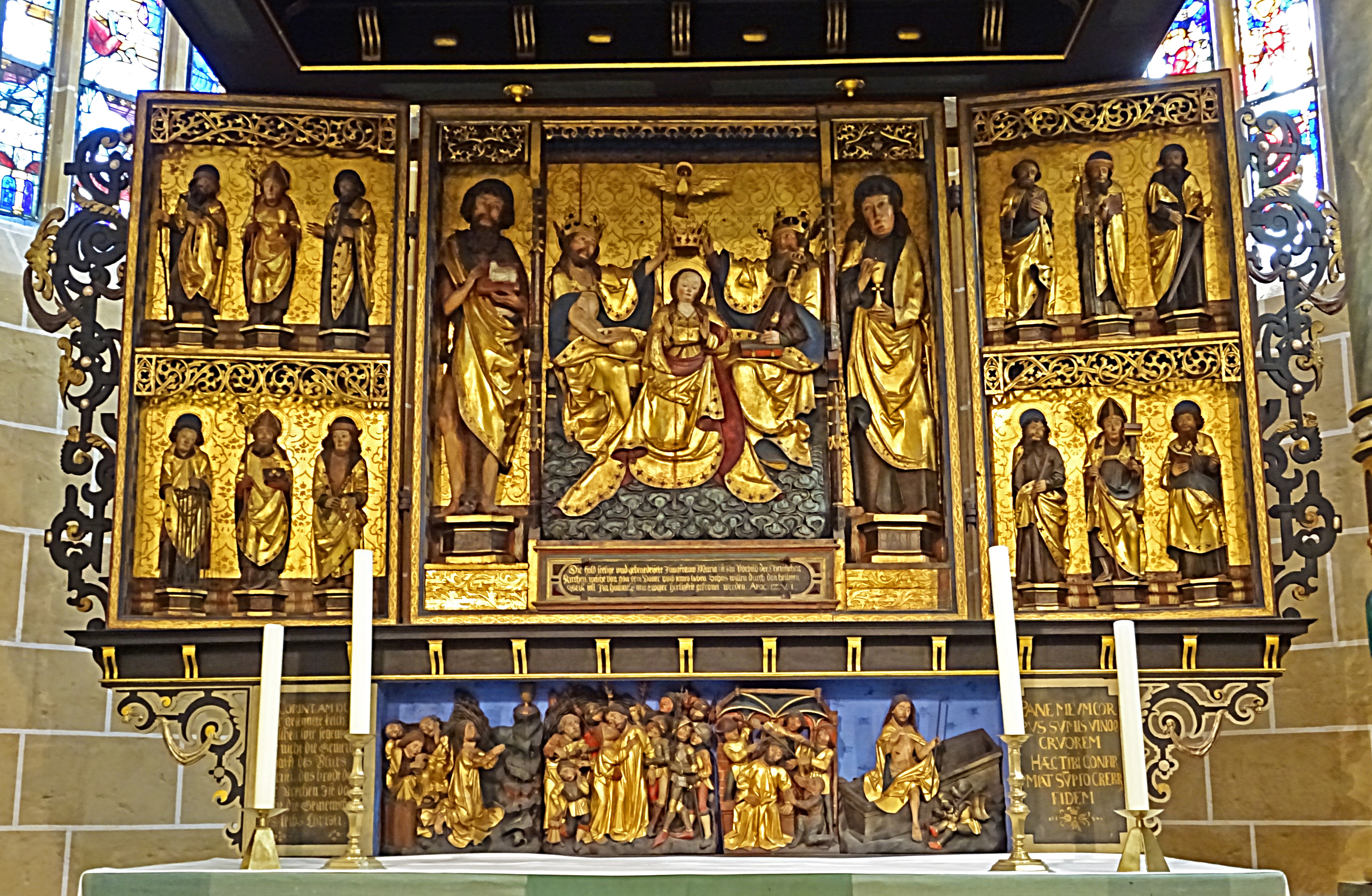
Schnitzaltar
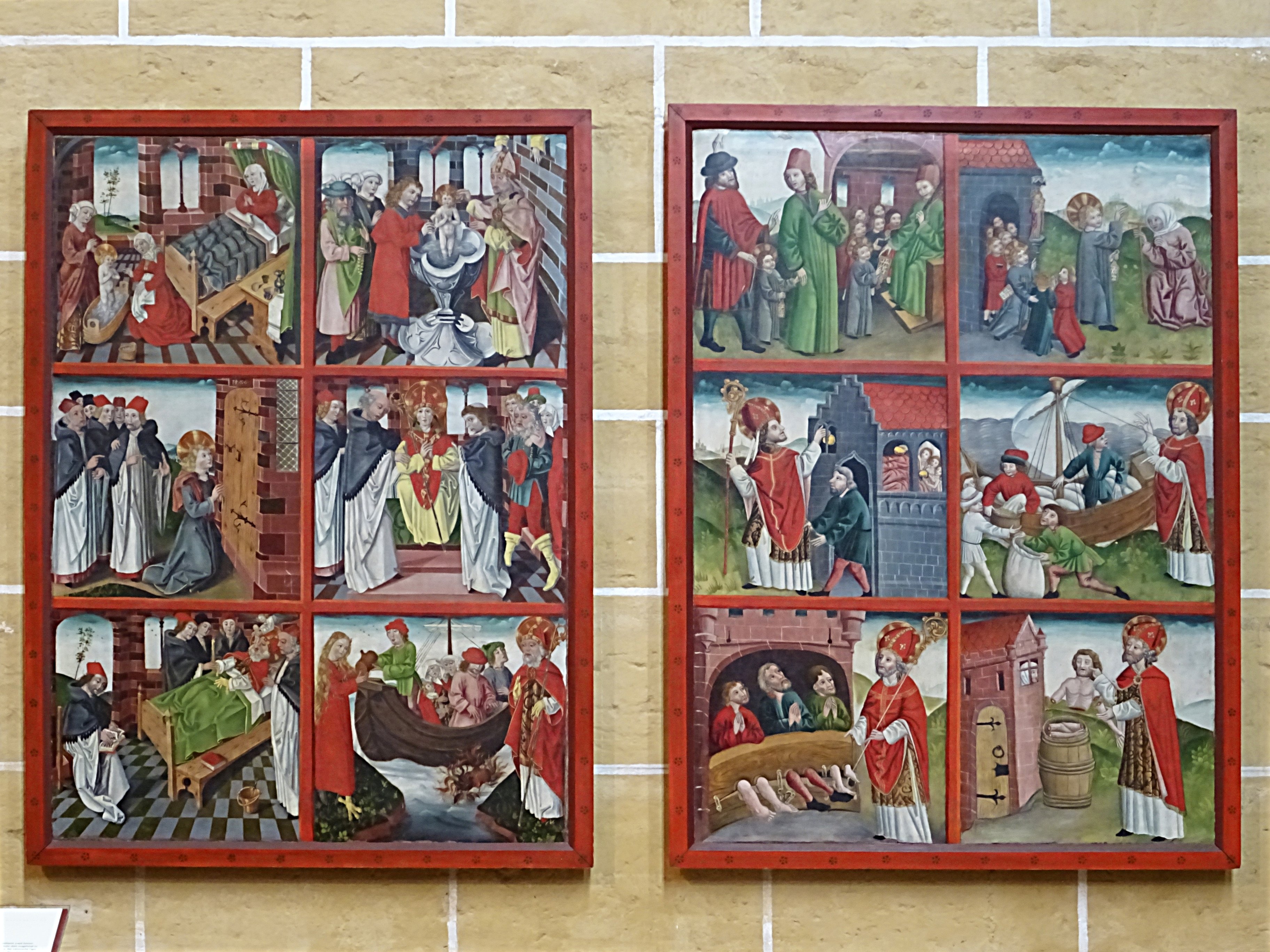
Nikolausaltar
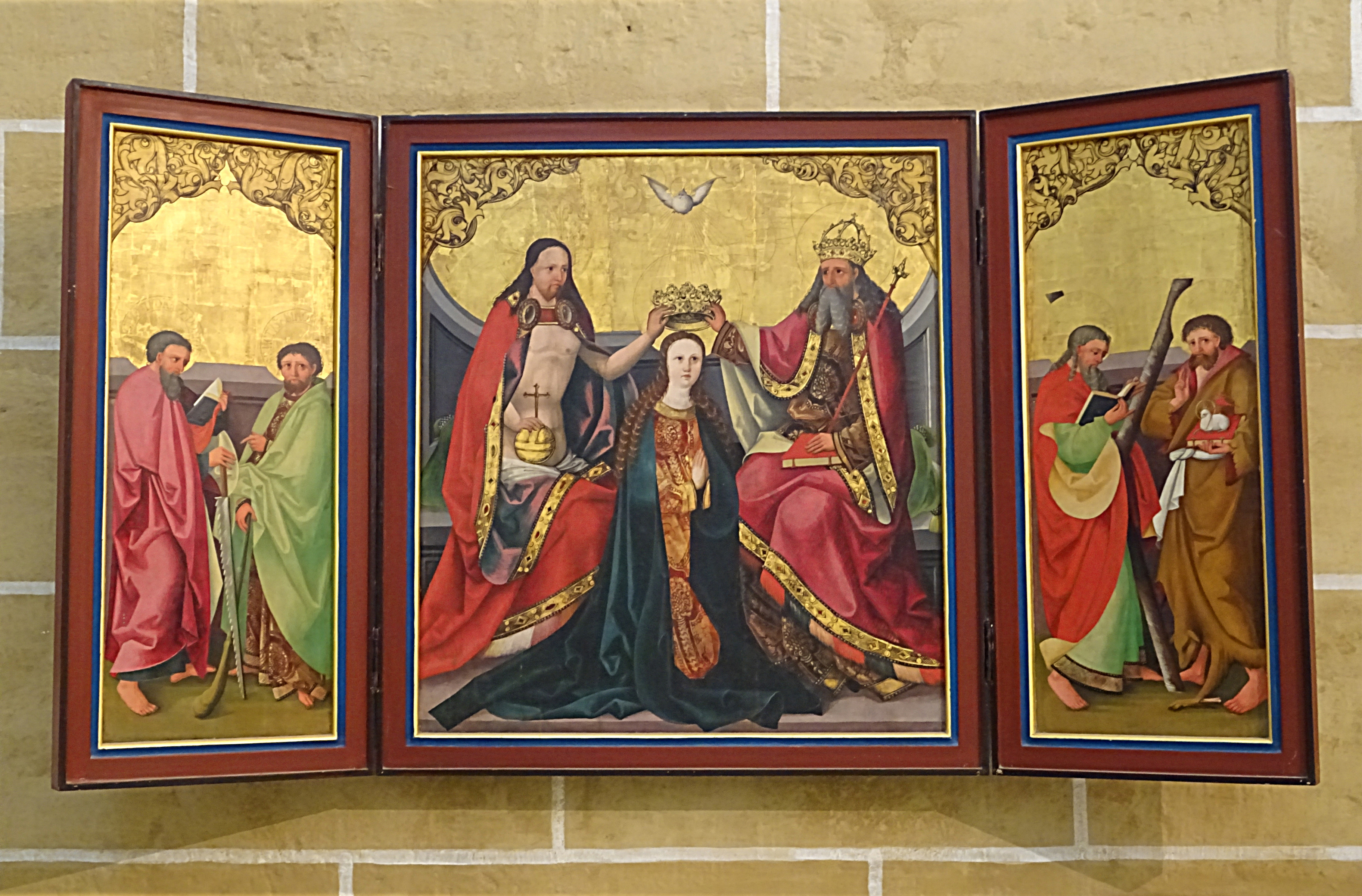
Marienkrönungsaltar

### Inventar
In der Kirche sind zwei Kruzifixe vorhanden. Das kleine Vortragekreuz besteht aus Lindenholz und hängt im Chor. Es ist als Baum des Lebens in Form eines Weinstocks dargestellt und stammt aus dem späten 15. Jahrhundert. Das zweite ist das große Kreuz an der Ostwand des südlichen Querhauses. Es ist eine klassische Kreuzigungsdarstellung von 1520. Im Siebenjährigen Krieg wurde es 1761 durch französische Soldaten beschädigt und erst 1773 restauriert.
Zu den bedeutenden Plastiken der Kirche zählt die Sitzmadonna von 1430. Sie wurde ebenfalls 1761 zerstört und 1772 restauriert, allerdings fehlen bis heute der Kopf und ein Bein des Jesuskindes. Die Pfeilerfiguren im Ostquerhaus sind die Heiligen Drei Könige und Maria mit dem Jesuskind aus der Zeit um 1530.
Der Taufstein der Kirche ist neugotisch und stammt aus dem 19. Jahrhundert. Die Kanzel von 1891 im Stil der Neorenaissance enthält noch die alten Figuren von 1610, die wieder eingefügt wurden. Das Chorgestühl stammt aus der Zeit um 1900.
In der Glockenstube des Mittelturms hängen drei große Glocken. Die Maria von 1490 ist mit 5½ Tonnen Gewicht bei einem Durchmesser von zwei Metern die größte Glocke. Die mittlere, die Sonntagsglocke, stammt aus dem Jahr 1701, hat einen Durchmesser von 1,70 Metern und wiegt etwa 3 Tonnen. Die kleinste Glocke ist die städtische Thomas-Müntzer-Glocke aus dem Jahre 1989.
In der Kirche befinden sich einige historische Grabsteine, die bis etwa 1890 den Fußboden bedeckten und erst danach aufgestellt wurden. Der älteste zeigt das Ehepaar Swikker aus ritterlichem Stand und stammt aus dem Jahre 1341. Der Grabstein von 1382 des Baumeisters der Marienkirche, Heinrich von Sambach vom Deutschritterorden, ist ebenfalls erhalten. Ein besonders großer Grabstein (2,70 × 1,80 Meter) des Heinrich von Homberg und seiner Kinder Katharina und Conrad wurde auf das Jahr 1405 datiert. Sehr filigran ist der Grabstein von 1621 des Bürgermeisters Gregorius Fleischhauer, der seinerzeit an der Neuausstattung der Kirche beteiligt war.
Von 29 großen gotischen Spitzbogenfenstern der Kirche enthalten 14 farbige Malereien. Sie stammen zumeist aus der Zeit zwischen 1886 und 1903. Man geht davon aus, dass alle Fenster der Kirche ursprünglich bunt waren, jedoch im Laufe der Jahrhunderte verlorengingen. Heute sind nur noch die zwei Ostfenster des Chores, das Marien- und das Christusfenster, im Originalzustand erhalten. Ein drittes wurde um 1900 aus den gotischen Resten verschiedener anderer Fenster zusammengesetzt und befindet sich heute ebenfalls im Ostchor. Die drei älteren Fenster wurden 1975 versiegelt, da sie die zunehmende Korrosion zu zerstören drohte. Sie waren 1886 in einem derart schlechten Zustand, dass man eine Stiftung gründete, die bei Mühlhäuser Bürgern Geld sammelte. Auf diese Weise konnten bis 1903 zehn neue, farbige Fenster hergestellt und eingesetzt werden.

### Orgel

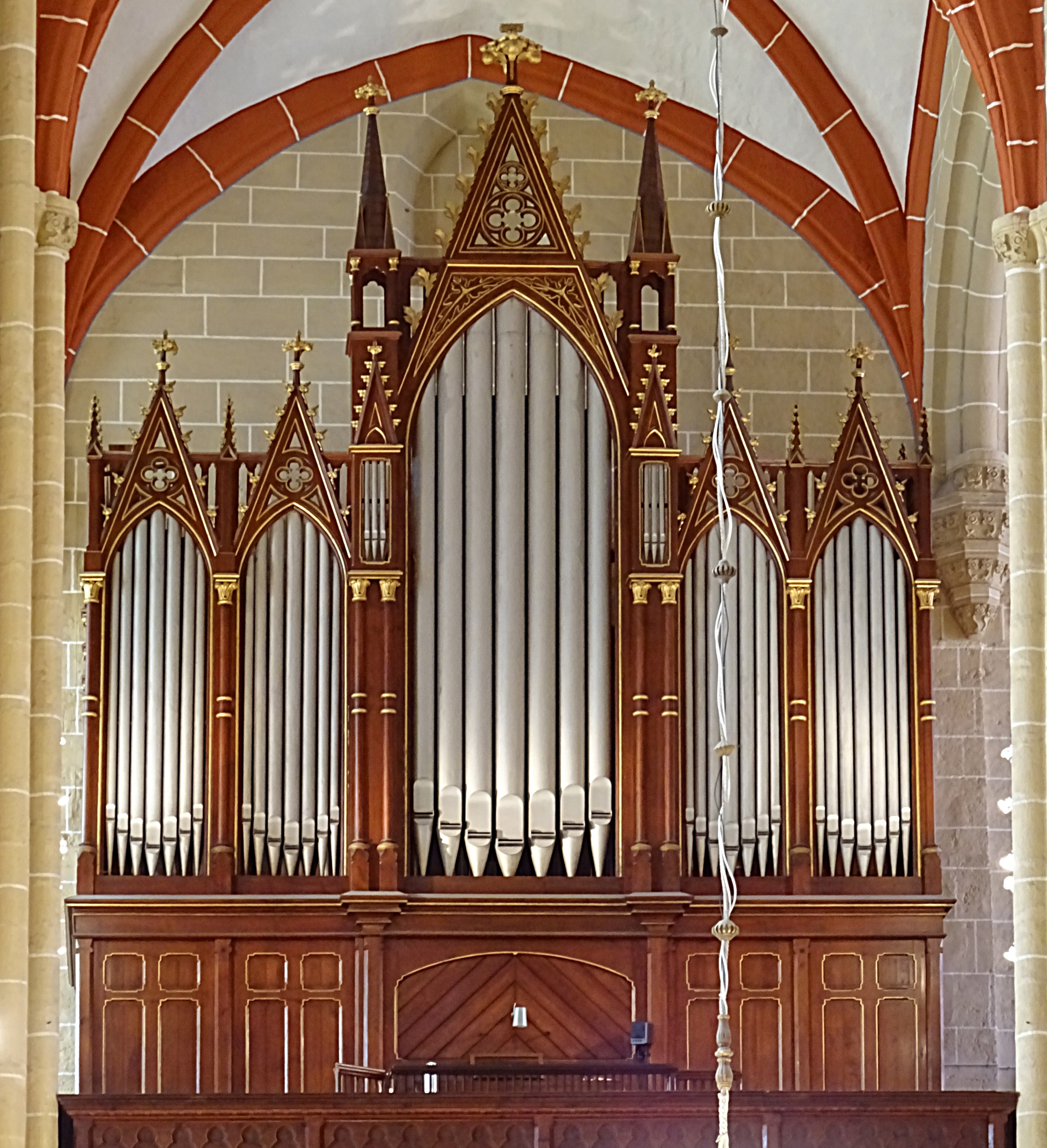
Sauer-Orgel

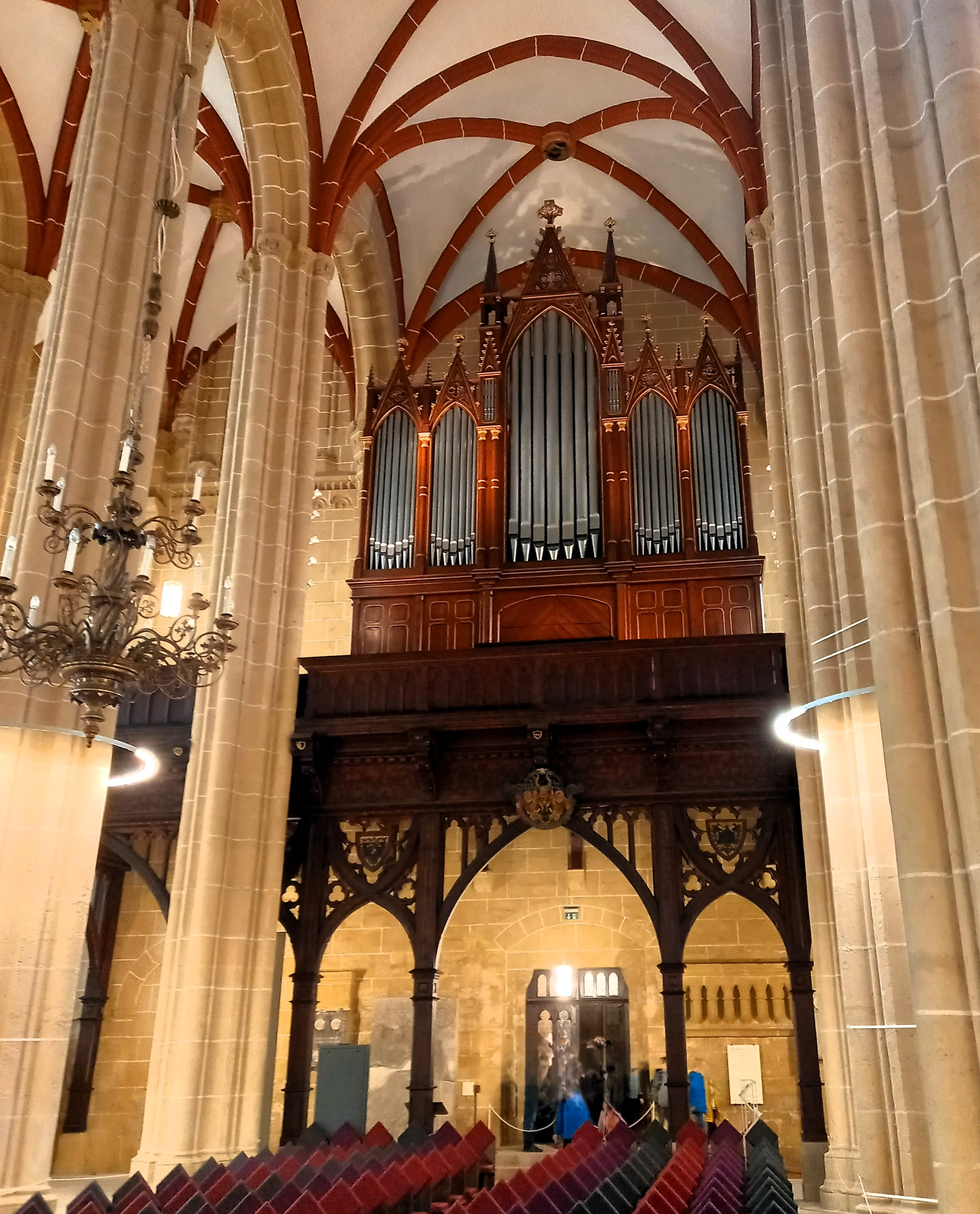
Blick zur Orgelempore

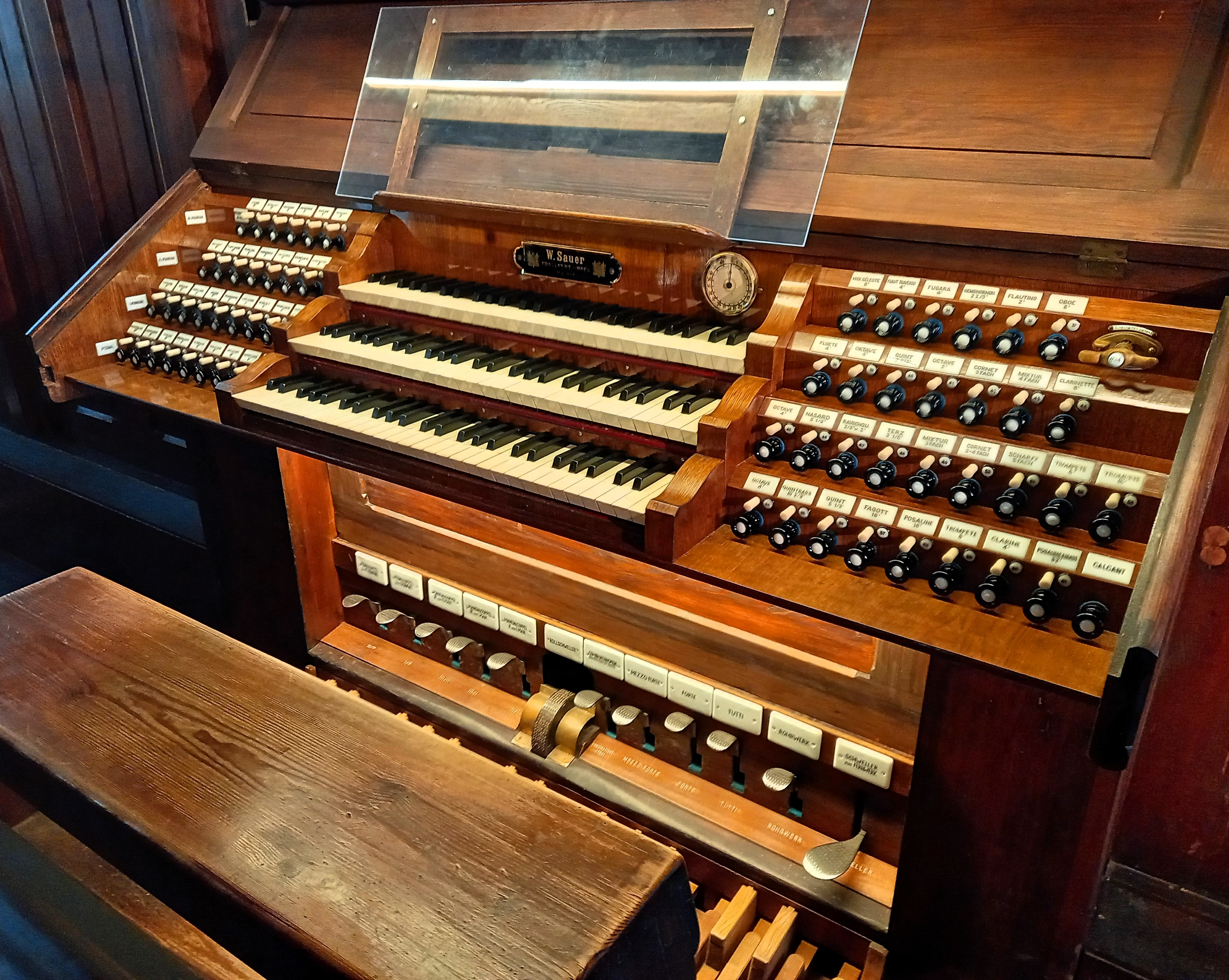
Spieltisch der Sauer-Orgel

Die erste Orgel wurde durch den Orgelbauer Justus Pape zwischen 1561 und 1564 im Stil der Renaissance auf der Westempore der Kirche errichtet. Das für damalige Zeiten große Instrument besaß ein Rückpositiv, also einen separaten Orgelkörper im Rücken des Spieltischs. Es wurde durch Spenden und durch den Verkauf kostbarer Ornate aus der römisch-katholischen Zeit der Kirche finanziert. Die Orgel wurde im Jahr 1720 durch einen Brand nach einem Blitzeinschlag zerstört. Eine zweite, kleinere Orgel war bereits früher auf der Südempore hinzugefügt worden. Sie hatte sich vorher in der Jakobikirche befunden. 1703 wurde sie wieder entfernt.
1722 erhielt Johann Friedrich Wender den Auftrag für einen Neubau mit 43 Stimmen auf 3 Manualen und Pedal. Der Bau war jedoch 1735, als ihn Johann Sebastian Bach besichtigte, noch immer nicht abgeschlossen. Als Wender 1729 starb und sein Sohn Christian Friedrich nicht das gleiche Talent als Orgelbauer hatte, sollte Zacharias Hildebrandt, Orgelbaumeister aus Leipzig, mit der Vollendung der Orgel auf Wenders Kosten beauftragt werden. Jedoch gelang es Christian Friedrich Wender den Bau, nach wiederholten Aufschüben, bis 1741 zu vollenden, allerdings nicht in der ursprünglich angestrebten Perfektion seines Vaters. Dem Rückpositiv war das erste, dem Hauptwerk das zweite und dem Oberwerk das dritte Manual zugeordnet. Zudem gab es neun Nebenzüge, darunter Koppeln, Tremulanten, einen Zimbelstern und eine Kammerkoppel, mit der man das ganze Instrument transponieren konnte. Als Material für die Tasten wurden Elfenbein und Ebenholz verwendet. Von der alten Orgel wurden einige Register erhalten, darunter alle Register des Rückpositivs. Die Orgelweihe und Prüfung war am 12. Juni 1738 durch den Organisten Graf aus Wolfenbüttel und Hetzehenn, Organist an Divi Blasii zu Mühlhausen. Diese Orgel wurde ab 1821 innerhalb von zwei Jahren durch Johann Friedrich Schulze renoviert. Obwohl die Verbesserungen unbefriedigend ausfielen, benutzte man die Orgel in diesem Zustand weitere fünfzig Jahre.
Im Rahmen der umfangreichen Instandsetzung der Kirche um die Jahrhundertwende schuf Wilhelm Sauer 1891 eine neue Orgel im symphonischen Stil. Dieses bis heute genutzte Instrument gilt als die größte erhaltene Orgel aus dem 19. Jahrhundert in Thüringen. Es wurde besonders auf romantische Musik ausgelegt, besitzt 61 Register und ein Schwellwerk. Die Orgel wird seit September 2021 durch das traditionsreiche Orgelbau-Familienunternehmen Alexander Schuke Potsdam Orgelbau unter der Leitung von Michael und Johannes Schuke restauriert. Die Arbeiten wurden 2023 abgeschlossen.
| I Manual C–f3 |                  |        |
| 1.            | Principal        | 16′    |
| 2.            | Bordun           | 16′    |
| 3.            | Principal        | 08′    |
| 4.            | Flûte harmonique | 08′    |
| 5.            | Gedackt          | 08′    |
| 6.            | Gemshorn         | 08′    |
| 7.            | Gambe            | 08′    |
| 8.            | Nasard           | 5 1⁄3′ |
| 9.            | Octave           | 04′    |
| 10.           | Rohrfloete       | 04′    |
| 11.           | Gemshorn         | 04′    |
| 12.           | Terz             | 3 1⁄5′ |
| 13.           | Rauschquinte II  | 2 ⁄3′  |
| 14.           | Mixtur III       |        |
| 15.           | Scharff V        |        |
| 16.           | Cornett II-IV    |        |
| 17.           | Trompete         | 016′   |
| 18.           | Trompete         | 08′    |

| II Manual C–f3 |             |       |
| 19.            | Flaut Major | 16′   |
| 20.            | Salicet     | 16′   |
| 21.            | Principal   | 08′   |
| 22.            | Harmonica   | 08′   |
| 23.            | Rohrflöte   | 08′   |
| 24.            | Salicional  | 08′   |
| 25.            | Quintatön   | 08′   |
| 26.            | Principal   | 04′   |
| 27.            | Floete      | 04′   |
| 28.            | Quint       | 2 ⁄3′ |
| 29.            | Octave      | 02′   |
| 30.            | Mixtur IV   | 1 ⁄3′ |
| 31.            | Cornett III | 08′   |
| 32.            | Clarinette  | 08′   |

| III Manual C–f3 |                |       |
| 33.             | Gedackt        | 16′   |
| 34.             | Gambe          | 16′   |
| 35.             | Principal      | 08′   |
| 36.             | Concertflöte   | 08′   |
| 37.             | Gedackt        | 08′   |
| 38.             | Aeoline        | 08′   |
| 39.             | Voix céleste   | 08′   |
| 40.             | Fugara         | 04′   |
| 41.             | Flaut traverso | 04′   |
| 42.             | Gemshornquinte | 2 ⁄3′ |
| 43.             | Flautino       | 02′   |
| 44.             | Oboe           | 08′   |

| Pedal C–f1 |               |         |
| 45.        | Majorbass     | 32′     |
| 46.        | Contrabass    | 16′     |
| 47.        | Violon        | 16′     |
| 48.        | Subbass       | 16′     |
| 49.        | Gedackt       | 16′     |
| 50.        | Quintbass     | 10 2⁄3′ |
| 51.        | Principalbass | 8′      |
| 52.        | Bassfloete    | 08′     |
| 53.        | Cello         | 08′     |
| 54.        | Dulcian       | 08′     |
| 55.        | Quint         | 5 1⁄3′  |
| 56.        | Octave        | 04′     |
| 57.        | Posaunenbass  | 032′    |
| 58.        | Posaune       | 16′     |
| 59.        | Fagott        | 16′     |
| 60.        | Trompete      | 08′     |
| 61.        | Clarine       | 04′     |

- Koppeln: II/I, III/I, III/II, I/P, II/P
- Spielhilfen:1 freie Kombination (Patent Sauer No14576), Mezzoforte, Forte, Rohrwerk, Tutti, Rollschweller für Registercrescendo, Löffelschweller für III. Manual (Schwellwerk), Calcant
- Anmerkungen:

1. 1 2 3 4 5 6 7 8  Aufschlagende Zungenregister.
2. ↑  Schwellbar mittels Löffelschwelltritt.
3. ↑  Eigenständig, keine Transmission.
4. ↑  Labialregister.
5. ↑  Durchschlagendes Zungenregister ohne Becher, ähnlich einer Physharmonika.

## Geschichte

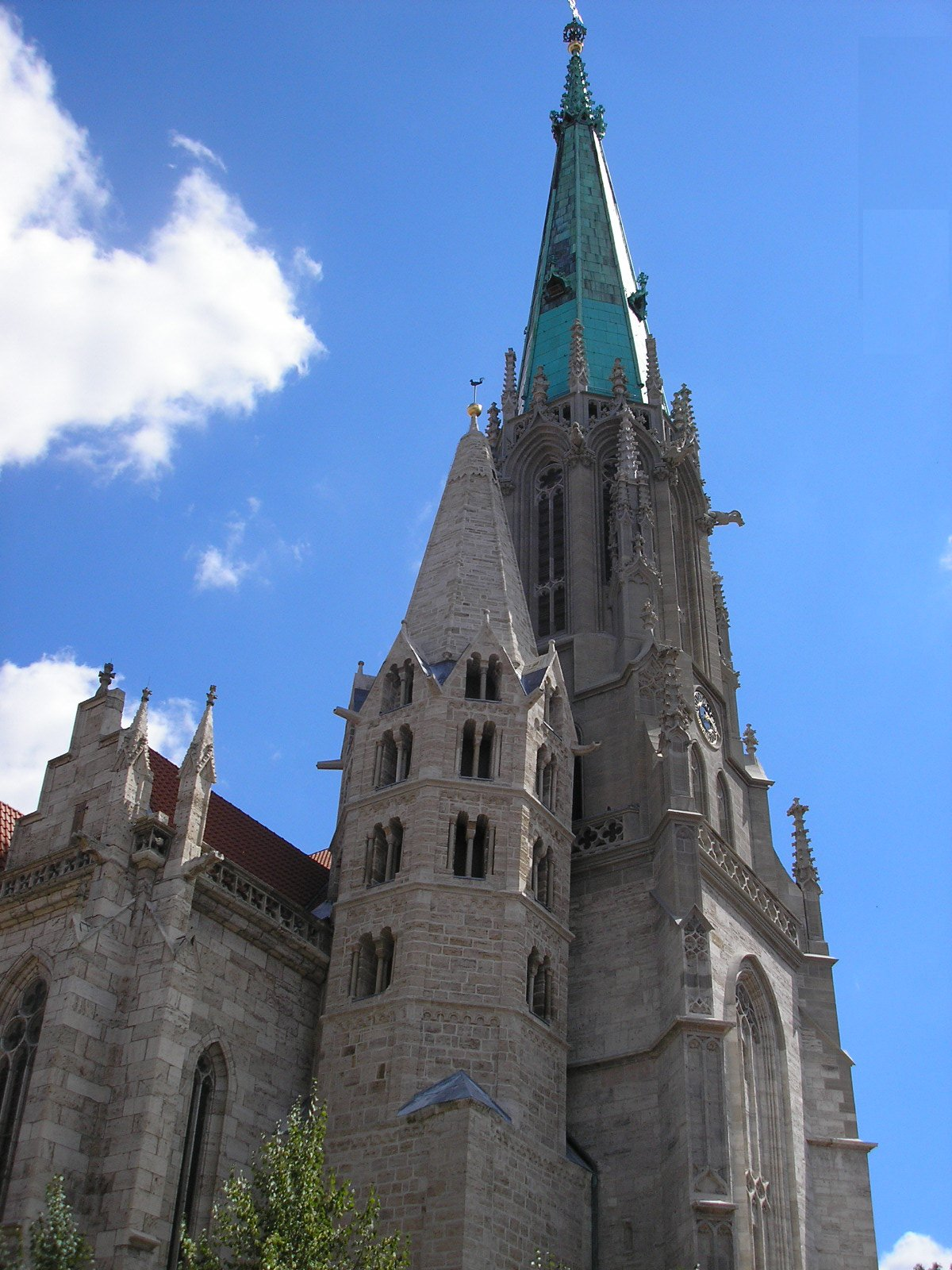
Romanischer Nord- und neugotischer Mittelturm

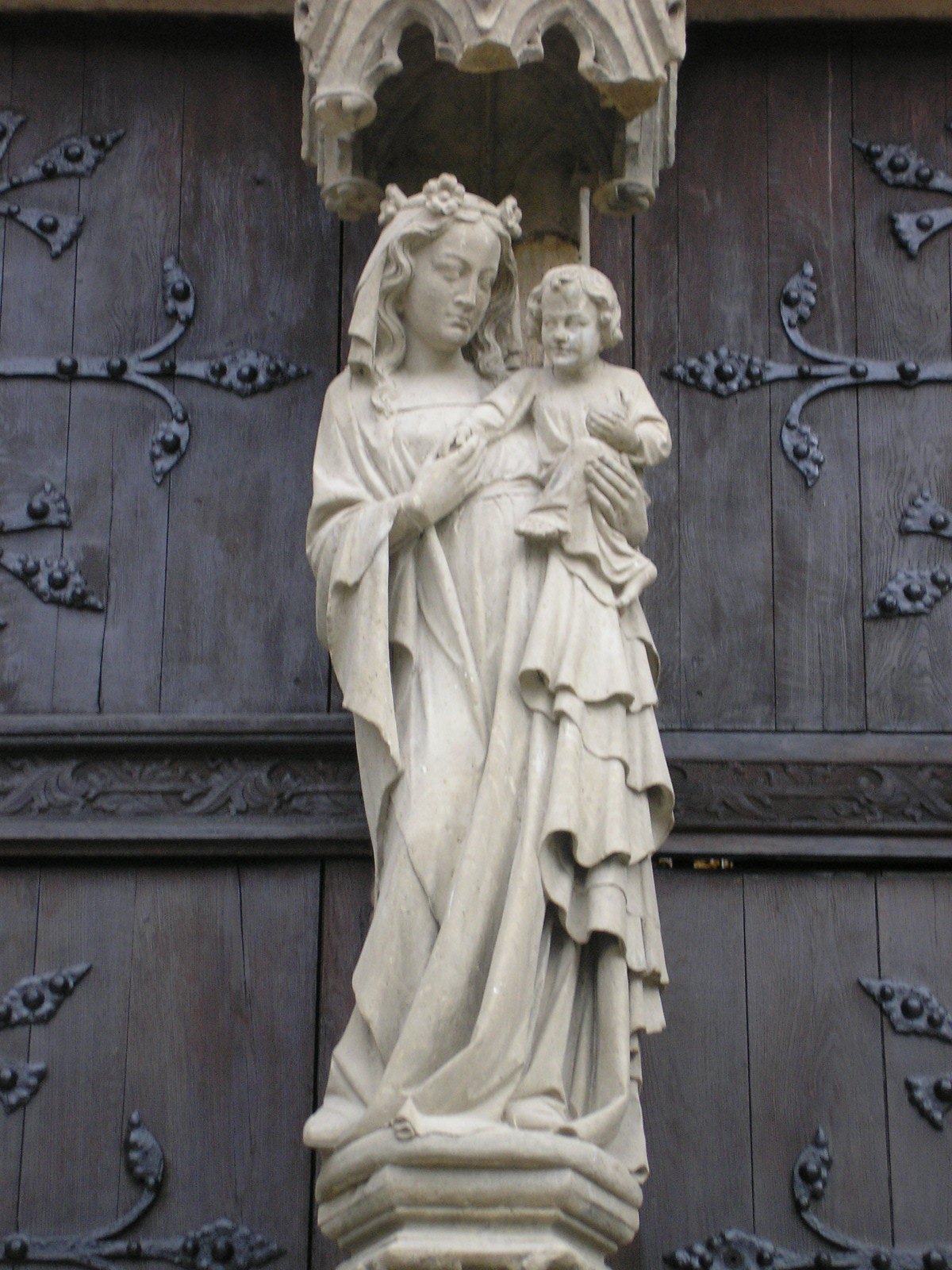
Mariendarstellung am Südportal

Die Ursprünge der Marienkirche liegen im Dunkeln. Erhaltene Bauteile sowie die Befunde der archäologischen Forschungen aus der Mitte der 1970er Jahre lassen auf mindestens einen romanischen Vorgängerbau schließen. Auf diesen Vorgängerbau der spätmittelalterlichen gotischen Hallenkirche ist die Nachricht vom 9. Februar 1221 zu beziehen, mit der St. Marien erstmals in schriftliche Überlieferung eintritt. 1243 wurde sie vom römisch-deutschen König Konrad IV. dem Deutschritterorden übertragen und beim Stadtbrand von 1315 zerstört. Lediglich der 42 Meter hohe Nordturm sowie der geringfügig höhere frühgotische Südturm von etwa 1250 sind von dieser romanischen Kirche erhalten geblieben.
Die heutige Kirche wurde 1317 im gotischen Stil begonnen. Dies ist durch einen Ablassbrief von Erzbischof Peter von Mainz belegt. Die Kirche befand sich in der damaligen Neustadt Mühlhausens. Die Stadt war damals nach Erfurt die zweitgrößte in Thüringen mit etwa 8.000 bis 10.000 Einwohnern. Im 13. und 14. Jahrhundert blühte sie vor allem durch den Waidhandel auf, sodass man eine imposante, dem Erfurter Dom ebenbürtige Kirche errichten wollte. Mitte des 14. Jahrhunderts kam es zum Stillstand der Bauarbeiten, weil sich die Mühlhäuser Bürger und der Deutschritterorden zerstritten hatten. Erst in den 1360er-Jahren konnten die Arbeiten wiederaufgenommen werden. Beendet wurden sie wahrscheinlich erst im frühen 15. Jahrhundert.
Die Proportionen zwischen dem mächtigen Schiff und den beiden kleinen Türmen wurden von Anfang an als ungünstig empfunden, weshalb man 1512 mit dem Bau eines mächtigen Mittelturmes begann, von dem allerdings nur der Unterbau fertiggestellt wurde, da nach 1517 die Reformation einsetzte. Bis zur Reformation war die Kirche katholisch geweiht, danach wurde sie in eine evangelisch-lutherische Kirche umgewandelt. Mühlhausen war im 16. Jahrhundert ein Zentrum des Bauernkriegs; Thomas Müntzer sprach auch in der Kirche zu den aufständischen Bauern.
Nach dem Bauernkrieg wurden die Bauarbeiten fortgeführt und zunächst ein provisorischer Fachwerkturm auf den Unterbau des Mittelturmes aufgesetzt. Dieser fiel dem Stadtbrand von 1689 zum Opfer. Von 1690 bis 1694 wurde ein massiver Turmoberbau mit Spanischer Haube errichtet. Er hatte in den folgenden 200 Jahren Bestand, wirkte aber im Vergleich zum Kirchenschiff immer noch recht klein. So wurde er abgetragen und 1898–1903 durch den heutigen, neogotischen, 86,7 Meter hohen Turm ersetzt. Er prägt das Stadtbild Mühlhausens wie kein anderes Gebäude und fügt sich, obwohl er über 500 Jahre jünger als die Kirche ist, gut in das Gesamtbild der Kirche ein.
Ab 1846 begann ein Sanierungsprogramm für die Kirche unter der Leitung des preußischen Hofbaumeisters Friedrich August Stüler, dem Sohn eines Pfarrers der Marienkirche. Sein Konzept konnte jedoch erst ab 1884 umgesetzt werden und wurde 1903 mit der Fertigstellung des Mittelturmes abgeschlossen.

### Wirkungsstätte Thomas Müntzers
Die Marienkirche war zur Zeit des Deutschen Bauernkrieges eine Wirkungsstätte des Revolutionärs Thomas Müntzer. Im Jahr 1523 war Mühlhausen mit knapp 10.000 Einwohnern nach Erfurt die zweitgrößte Stadt Thüringens. Es bildete sich eine Bürgerbewegung, die am 3. Juli 1523 erstmals zu einem offenen Aufstand gegen den Stadtrat entschloss. Bereits ein Jahr zuvor hatte Pfarrer Mattheus Hisolidus gegen die Obrigkeit gepredigt. Im August 1524 trat Thomas Müntzer zum ersten Mal in das revolutionäre Geschehen in der Stadt ein. Er befand sich auf der Flucht und kam aus Allstedt bei Sangerhausen in die Stadt. Bei einem Bildersturm am Dreikönigstag des Jahres 1525 wurden der Altar und die Portalfiguren vernichtet und das Kircheninventar beschädigt. Kurz darauf, im Februar 1525, wurde Thomas Müntzer Pfarrer der Marienkirche. Sein erstes Ziel war die Einführung des deutschsprachigen Gottesdienstes.
Die revolutionäre Situation verschärfte sich, nachdem Müntzer am 17. März 1525 den Ewigen Rat in der Kirche gegründet und weitere Aufständische um sich zu scharen begonnen hatte. Als genügend Bauern versammelt waren und man sich für eine Schlacht gegen die Fürsten gewappnet fühlte, zog Müntzer mit seinem Bauernheer gen Frankenhausen, wo es am 15. Mai 1525 zur Schlacht kam, die mit einer Niederlage der Bauern endete. Dies war auch das Ende des Bauernkrieges und Thomas Müntzers, der am 27. Mai unweit von Mühlhausen hingerichtet wurde. Jedoch wurde die Reformation dadurch nicht aufgehalten und 1557 in der Marienkirche durchgesetzt.
Seit 1975 ist die Marienkirche eine Müntzergedenkstätte. Die Stadt Mühlhausen trug zwischen 1975 und 1991 den amtlichen Namen Mühlhausen Thomas-Müntzer-Stadt. In der DDR wurde Müntzer als frühbürgerlicher Reformator, der sich gemeinsam mit den Bauern gegen die Obrigkeit erhoben und für ein freies Bauerntum gekämpft hat, verehrt. Nach 1990 ließ die Verehrung Thomas Müntzers und damit auch das Interesse an seinem Leben und Werk nach.

### Johann Sebastian Bach

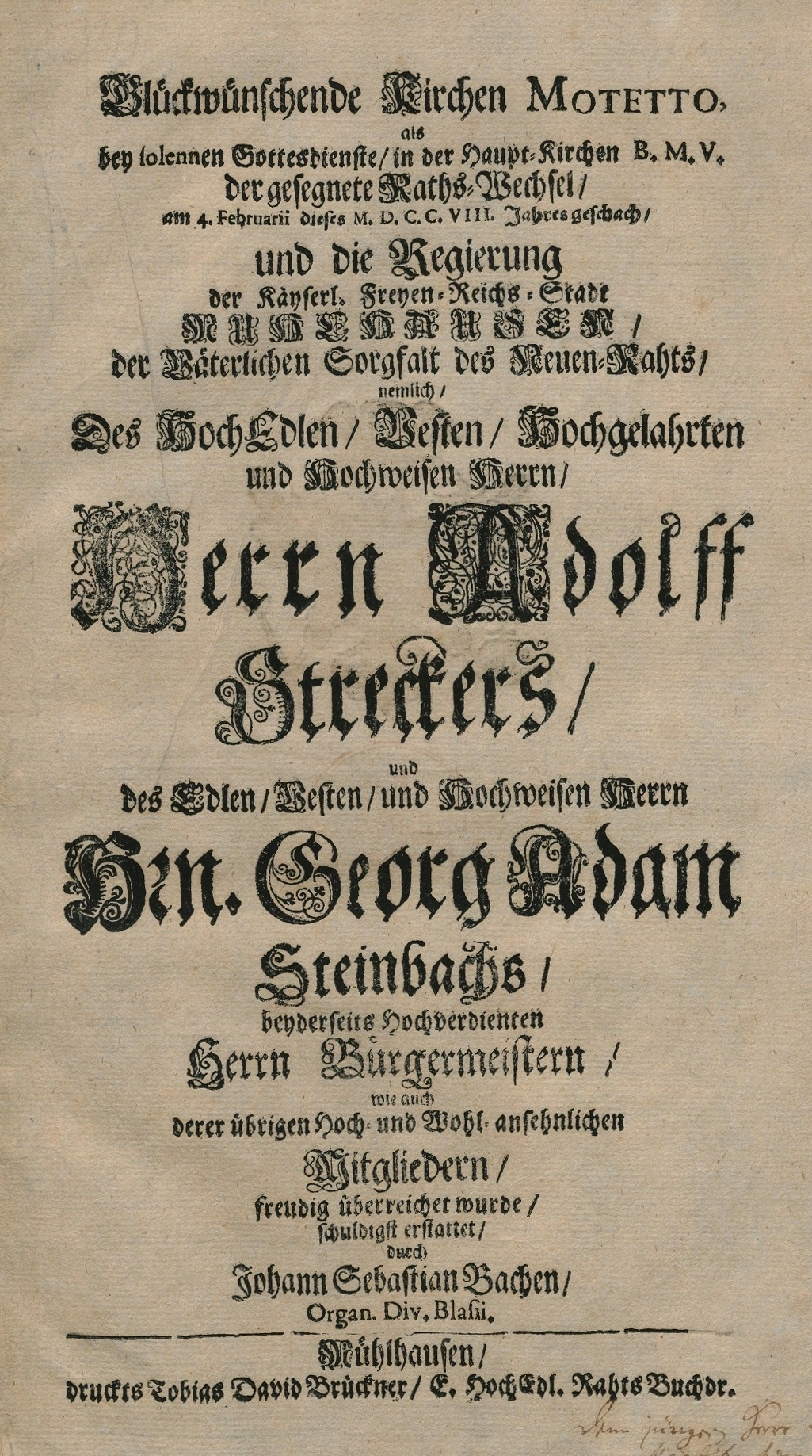
Titelseite des Originaldrucks von Bachs Ratswechselkantate (B.M.V. = Beatae Mariae Virginis)

In der Marienkirche fanden im 18. Jahrhundert die Festgottesdienste zum Ratswechsel statt. Der 23-jährige Johann Sebastian Bach, zu dieser Zeit Organist an Divi Blasii, komponierte dafür 1708 die Kantate Gott ist mein König.

## Heutige Nutzung
Die Marienkirche ist seit 1975 keine Pfarrkirche mehr. Seitdem wird sie vor allem als Museum des Zweckverbands Mühlhäuser Museen genutzt. Dennoch finden in der Marienkirche an wenigen Tagen im Jahr Gottesdienste der Evangelischen Kirchengemeinde Mühlhausen statt; regelmäßig am Ostersonntag, Pfingstmontag, zur Stadtkirmes sowie am Reformationstag. Weiterhin werden Konzerte in der Kirche aufgeführt. So war sie von 1985 bis 2001 bevorzugter Austragungsort des Internationalen Konzertreigens.
In der Regel ist in den Seitenschiffen der Marienkirche die Dauerausstellung „Von Einhörnern und Drachentötern“ zu sehen. Darin werden Thüringer Kunstobjekte aus der Zeit vor der Reformation gezeigt, vor allem Altäre und Skulpturen. Vorübergehend wurde diese Dauerausstellung ausgeräumt; vom 26. April bis 19. Oktober 2025 wird hier im Rahmen der Thüringer Landesausstellung „freiheyt 1525 - 500 Jahre Bauernkrieg“ das Leben der Menschen im ländlichen Raum in der ersten Hälfte des 16. Jahrhunderts dargestellt. Anhand der damaligen Alltagssituation der bäuerlichen und handwerklichen Bevölkerung sowie an den rechtlichen Rahmenbedingungen wird veranschaulicht, warum es zum Bauernkrieg gekommen war.
In den Kapellen der Marienkirche befindet sich eine Dauerausstellung über Thomas Müntzer, einen Reformator und Prediger in dieser Kirche. Eine weitere Ausstellung informiert über die Baugeschichte der Marienkirche.

## Sonstiges
- Die Marienkirche ziert eine Gedenkmünze der DDR von 1989, welche zum 500. Geburtstag Thomas Müntzers als 5-Mark-Stück herausgegeben wurde. Sie wurde in einer Auflage von 500.000 Stück geprägt, wovon jedoch 100.000 Stück nach der Währungsunion 1990 wieder eingeschmolzen wurden.

Portale
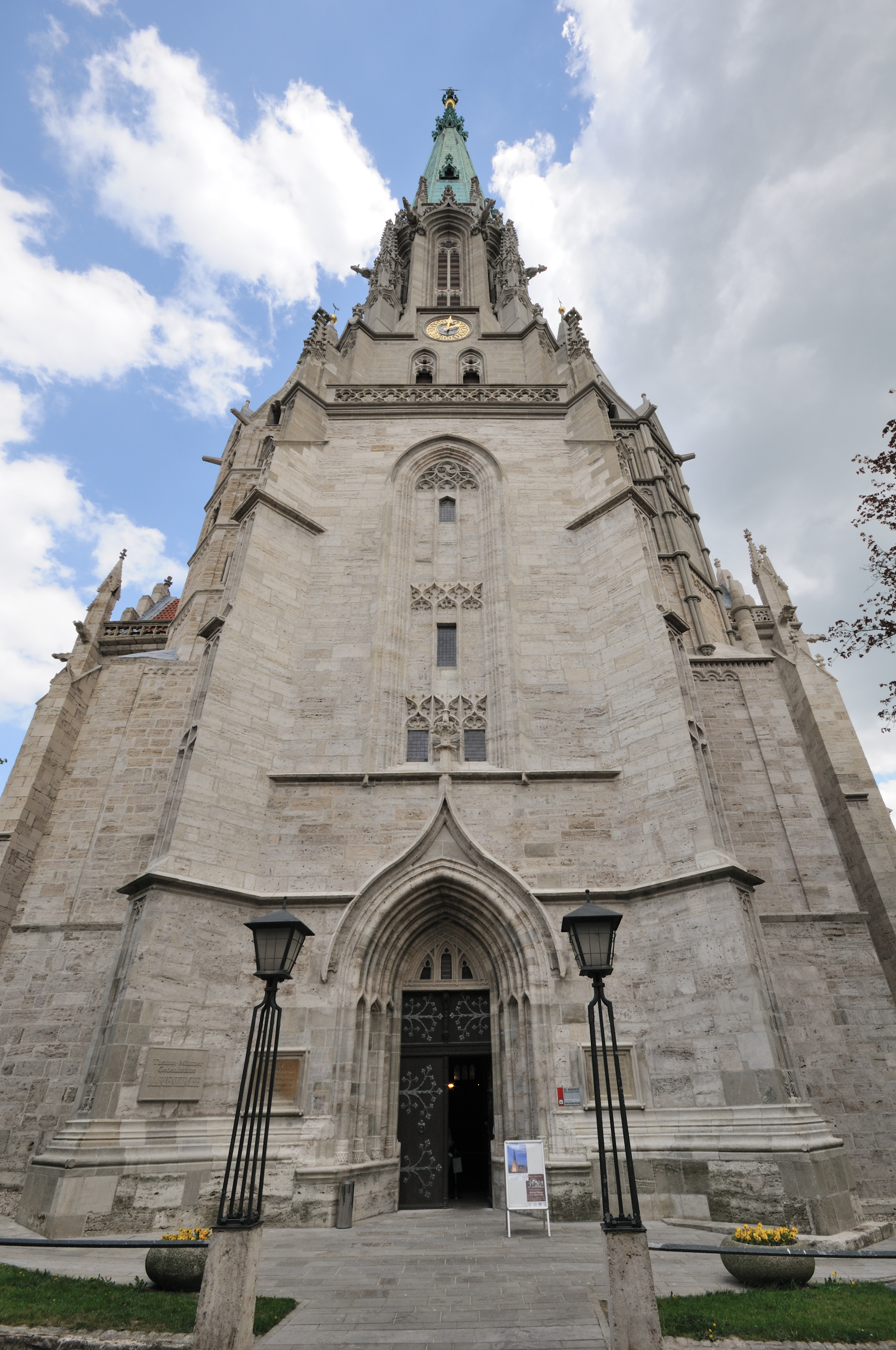
Westportal
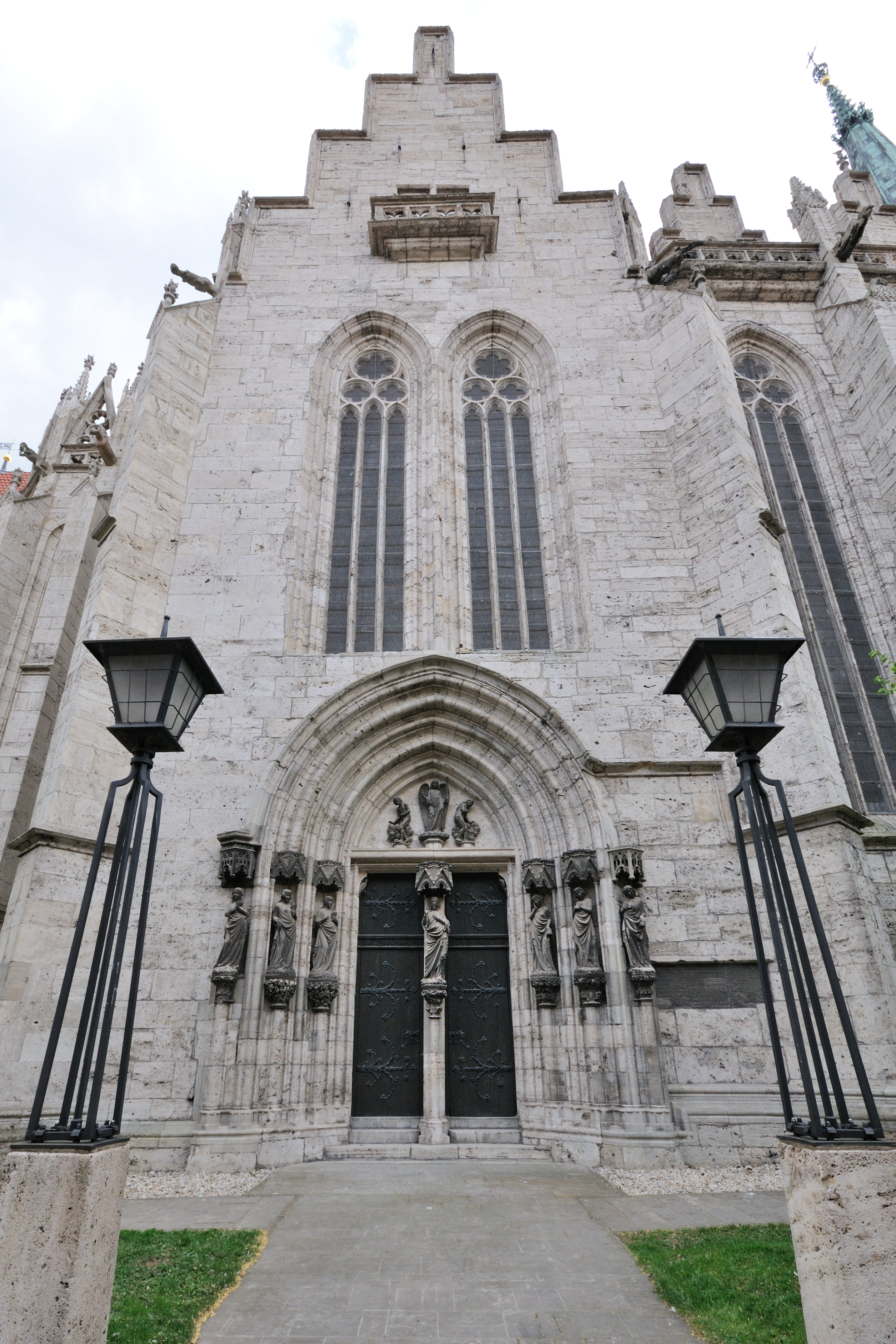
Nordportal
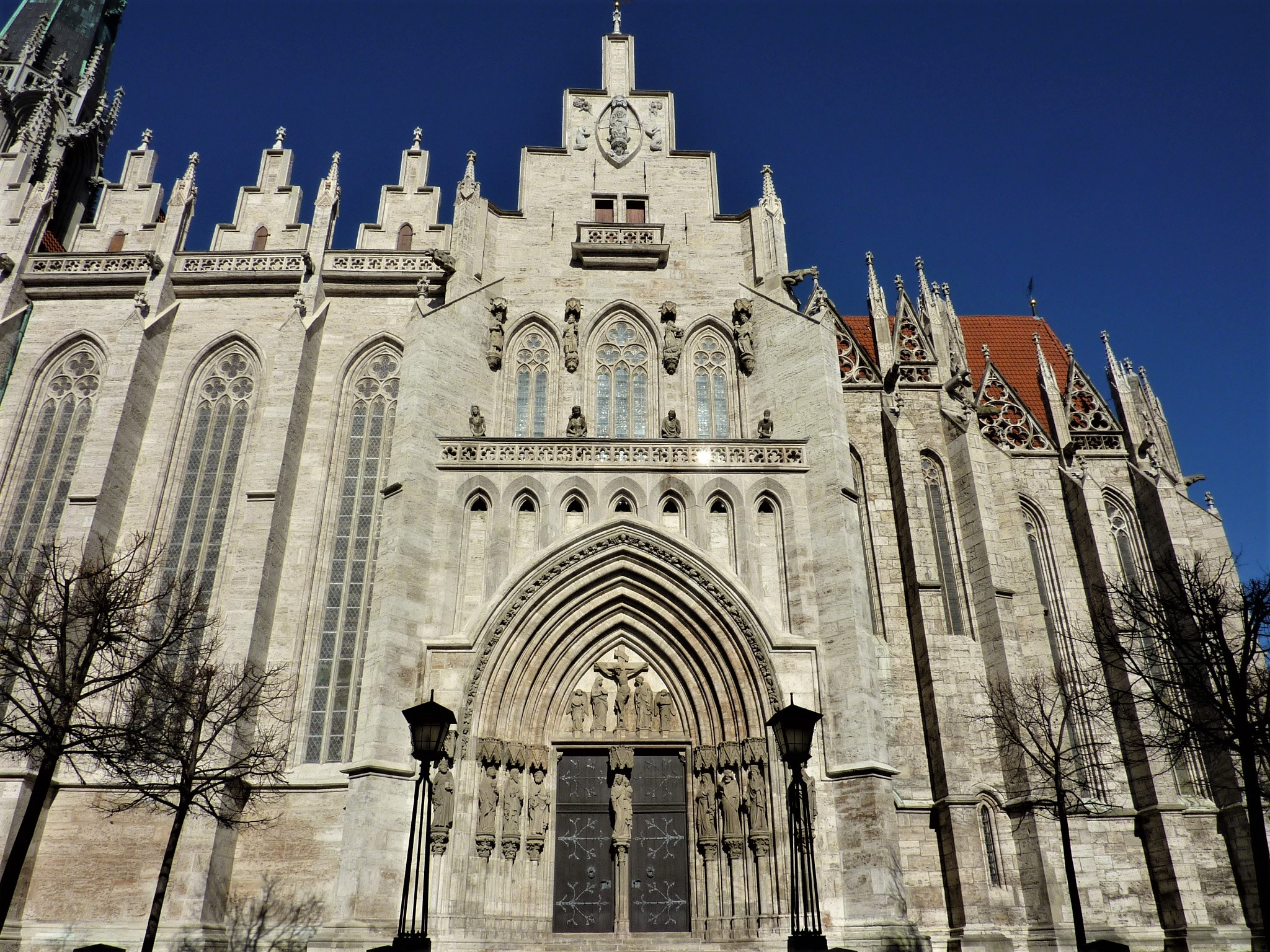
Südportal